# Hiéroglyphe égyptien D48
Le hiéroglyphe égyptien D48 (main sans pouce) est classifié dans la section D « Parties du corps humain » de la liste de Gardiner ; cet hiéroglyphe y est noté D48.

## Représentation
Il représente une main humaine n'ayant pas de pouce et laissant apparaitre la séparation des doigts ou non. Il est translittéré šsp.

## Utilisation
| O42 | p · N11 |

| O42 | p · N11 |

paume ({\displaystyle {\frac {1}{7}}} de coudée soit environ 7,5 cm) ».